# 宮本武史
宮本 武史（みやもと たけし、1977年11月23日 - ）は、日本の脚本家。Queen-B所属。

## 作品

### テレビドラマ
2012年
- 三毛猫ホームズの推理（脚本協力、日本テレビ）

2013年
- リアル鬼ごっこ THE ORIGIN（脚本、テレビ神奈川ほか）

2014年-2015年
- 乾杯戦士アフターV（脚本、テレビ神奈川ほか）

2017年
- プリズンホテル（脚本、BSジャパン）
- バイプレイヤーズ 〜もしも6人の名脇役がシェアハウスで暮らしたら〜（脚本、テレビ東京）

2018年
- バイプレイヤーズ 〜もしも名脇役がテレ東朝ドラで無人島生活したら〜（脚本、テレビ東京）

2019年
- あおざくら 防衛大学校物語（脚本、毎日放送）

2020年
- 俺たちはあぶなくない〜クールにさぼる刑事たち（脚本、毎日放送）

2021年
- ガールガンレディ（脚本、毎日放送）
- トーキョー製麺所（脚本、毎日放送）

2022年
- 全力!クリーナーズ（脚本、朝日放送テレビ）
- ぴーすおぶけーき（脚本、日本テレビ）

2024年
- 彼のいる生活（脚本、TOKYO MX）
- 西園寺さんは家事をしない（脚本、TBS）

### 配信ドラマ
2021年
- オー!マイ・ツンデレ!恋は別冊で（脚本、Paravi）
- とにかく婚姻届に判を捺したいだけですが（脚本、Paravi）

2023年
- 放課後ていぼう日誌（脚本、Lemino）

### 実写映画
2009年
- ひとりかくれんぼ 劇場版（脚本、ジョリー・ロジャー）
- 喧嘩番長 劇場版〜全国制覇（脚本、ジョリー・ロジャー）

2011年
- 天使突抜六丁目（脚本、シマフィルム）

2012年
- 忍道 SHINOBIDO（脚本、ジョリー・ロジャー）

2016年
- 関西ジャニーズJr.の目指せ♪ドリームステージ!（脚本、松竹）

2017年
- 鋼の錬金術師（脚本、ワーナー・ブラザース映画）

2021年
- バイプレイヤーズ 〜もしも100人の名脇役が映画を作ったら〜（脚本、東宝）

2022年
- きさらぎ駅（脚本、イオンエンターテイメント）
- 鋼の錬金術師 完結編 復讐者スカー（脚本、ワーナー・ブラザース映画）
- 鋼の錬金術師 完結編 最後の錬成（脚本、ワーナー・ブラザース映画）

2023年
- リゾートバイト（脚本、イオンエンターテイメント）

- ヒッチハイク（脚本、アルバトロス・フィルム）

### テレビアニメ
2013年-
- 紙兎ロペ（脚本、フジテレビ系列）

2014年-2022年
- わしも WASIMO（脚本、NHK Eテレ）

2017年-
- オトッペ（シリーズ構成・脚本、NHK Eテレ）

2019年
- なむあみだ仏っ!-蓮台 UTENA-（脚本、AT-Xほか）

2020年
- 八男って、それはないでしょう!（シリーズ構成、AT-Xほか）

2021年
- アイドールズ!（シリーズ構成・脚本、BS朝日）

2024年
- 神之塔 -Tower of God-（脚本、TOKYO MXほか）

### 劇場アニメ
2014年
- GO!GO!家電男子THE MOVIE アフレコパニック（脚本、DLE）

### 舞台
2012年
- クロイツェル・ソナタ 〜光子・黒い瞳の伯爵夫人〜（脚本、表参道GROUND）

2014年
- Kitty presents『HYSTERIC6』（脚本、CBGKシブゲキ!!）

2019年
- SUNPLUS第1回公演『SUMMER BAZAAR〜夏の終わり〜』（脚本、新宿村LIVE）

2021年
- SOLO Performance ENGEKI『HAPPY END』（脚本、シアターサンモール）

2023年
- ぴーすおぶけーき（脚本、天王洲 銀河劇場）